# Osmia sculleni
Osmia sculleni är en biart som beskrevs av Sandhouse 1939. Osmia sculleni ingår i släktet murarbin, och familjen buksamlarbin. Inga underarter finns listade i Catalogue of Life.